# Сенед (фараон)
Сенед — давньоєгипетський фараон з II династії. Під іменем Сенедж («Жахливий») він знаний з Саккарського й Туринського царських списків. В Абідоському списку він названий Сенеді. Манефон передав його ім'я грецькою, як Сетенес (Sethenes) й відвів йому царювання терміном 41 рік.

## Життєпис
Відповідно до пізніх списків фараонів другим наступником Нінечера був фараон Несут Біті — Сенед. Утім немає жодних написів, що доводять існування фараона. Найкращі докази — блок, написаний словами nswt — bity Snd, повторно використаний у поховальному храмі фараона Хафри у Гізі. Окрім того, є написи, що свідчать про розділення Єгипту на дві частини. Якщо Сенед правив тільки на півночі, а Перібсен — тільки на півдні, ймовірно, що територіальний розподіл було запропоновано після царювання Нінечера.
Гробниця Сенеда не була ідентифікована.